# Середній Постол
Середній Посто́л (рос. Средний Постол, удм. Шор Постол) — присілок в Зав'яловському районі Удмуртії, Росія.
Знаходиться на обох берегах річки Постолка, правої притоки Іжа. Біля присілка проходить автодорога Іжевськ-Нилга-Ува, відділяючи його від сусіднього присілка Постол.
Населення — 610 осіб (2012; 580 в 2010).
Національний склад станом на 2002 рік:
- удмурти — 66 %
- росіяни — 33 %

## Історія
До революції присілок входило до складу Сарапульського повіту В'ятської губернії. За даними 10-ї ревізії 1859 року присілок мало 36 дворів, де проживало 202 особи, працював млин. В 1920 році присілок увійшло до складу новоствореної Вотської АО. В 1925 році утворюється Середньопостольська сільська рада з центром в селі Середній Постол. У 2005 році сільрада перетворена в сільське поселення.

## Економіка
Головними підприємствами присілка є ВАТ «Труженик», перетворене з однойменного колгоспу.
Із закладів соціальної сфери працюють середня школа, дитячий садок, культурний комплекс, клуб.

## Урбаноніми[6]
- вулиці — Берегова, Клубна, Молодіжна, Нагірна, Новобудівельна, Польова, Садова, Соснова, Центральна, Ювілейна